# 蠅 (横光利一)
『蠅』（はえ）は、横光利一の短編小説（10ページ足らずの掌編）。1923年（大正12年）5月に発表され、同時期の『日輪』と共に文壇出世作となった作品である。馬車の乗客らが馭者の居眠り運転により、馬車もろとも崖下に墜落し、その刹那飛び立った1匹の蠅だけ生き残るという推移が、映像的な文体や手法で描かれている。不条理な一瞬の死というこの作品のフィクション性は、奇しくも作品発表の4か月後に起きる関東大震災により迫真的な現実味を帯びることとなった。

## 発表経過
1923年（大正12年）、雑誌『文藝春秋』5月1日発行5月号（第1年第5号）に掲載され、翌1924年（大正13年）5月18日、春陽堂から刊行の『日輪』に収録された。 

## あらすじ
真夏の宿場の厩で、眼の大きな1匹の蠅が、蜘蛛の巣から豆のようにぼたりと落下した後、馬糞に突き立った藁の端から馬の背中まで這い上がっていく。その頃、猫背の老いた馭者（馬車の運転手）は、宿場の横の饅頭屋の店先で、その店の主婦と将棋をさしていた。 
その宿場の場庭に、慌てた様子の1人の農婦が駆けつけた。農婦は早朝に息子からの危篤電報を受け取るやいなや、3里（約12km）の山路を急いで駆けぬけ宿場までやってきたのだが、息子の居る街への馬車は先刻出たばかりだった。そのことを饅頭屋の主婦から聞いた農婦は泣きながら街までの距離（馬車で3時間はかかる）を歩こうとするが、その時、猫背の馭者が「二番が出るぞ」と言った。 
宿場に向かって恋人同士の若者と娘が歩いてくる。2人は駆け落ちなのか逃げてきた様子で、若者は肩に重い荷物を背負っている。同じ頃、宿場の場庭にやってきたのは、母親に手を引かれた幼い男の子で、その子は厩の馬に興味を示し「お母ア、馬々」とあどけない様子である。次に宿場に着いたのは43歳の田舎紳士だった。ずっと貧困と闘い続けた苦労人の紳士は、昨晩春蚕の仲買で800円の大金を儲けたため、息子への土産の下駄を買い忘れたことや、息子の好物の西瓜を買うことを考えている。 
もう2時間も宿場に待たされている不安な農婦は、田舎紳士がやってくると、「馬車はいつ出るのでござんしょうな。悴が死にかかっていますので…」と訴え、若者と娘にも馬車が出ないことを話した。農婦は饅頭屋にいる馭者に早く馬車を出してくれるよう頼むが、呑気に将棋盤を枕にして仰向けになっている馭者は、店の主婦に「饅頭はまだ蒸さらんかいのう？」と訊ねた。蒸したての真っ白な、誰もまだ手をつけない饅頭に初手をつけるということが、長い年月をその潔癖から独身で暮さねばならなかった猫背の馭者にとり、日々の最高の慰めとなっていたからだった。 
宿場の柱時計が10時を打ち、饅頭も湯気を立てて蒸しあがった。馭者は馬草をザクザクと切り、厩の馬に充分な水を与えて馬車の準備をし始めた。「乗っとくれやア」と猫背の馭者が合図すると、農婦が真っ先に馬車に乗り、他の5人の乗客も次々に乗り込んだ。猫背の馭者は、綿のようにふんわりした饅頭を腹掛けの中に入れ、馭者台の上にその背を曲げながら乗り込むと喇叭や鞭を鳴らして馬車を発車させた。馬の腰に留まっていた蠅も車体の方に飛び移り、炎天下を走る馬車と一緒に揺れていく。 
馬車の中では、早くも田舎紳士の饒舌が人々を5年以来の知己にし、幼い男児1人は外の景色に夢中になっていた。次第に馬車の喇叭や鞭の音がしなくなり、饅頭で胃が満たされた猫背の馭者はウトウトし始め、高い崖路の高低に馬車がカタカタと軋み出しても居眠りが続いていた。しかし、あの眼の大きな蠅以外、乗客の誰も馭者の居眠りに全く気づかなかった。蠅は車体の上から、眠りで垂れ下がった馭者の白髪混じりの頭を経由し、濡れた馬の背中に留まって汗を舐めた。 
馬車は崖の頂上にさしかかり、馬は路に従って柔順に曲り始めたが、車輪の一つが狭い路から外れた。突然、馬は車体に引かれて突き立った。その瞬間、蠅は飛び上がり、崖下に車体もろとも墜落していく馬の腹を見た。そして人々と馬の高い悲鳴が一声発せられながら馬車が破損し、河原の上に圧し重なった人馬と板片の塊が沈黙のまま動かなくなった。眼の大きな蠅は今や完全に休まっていた羽根に力をこめ、ただひとり悠々と青空の中を飛んでいった。

## 作品評価・研究
『蠅』は同時期の『日輪』と共に文壇に注目された出世作であるが、発表当時開かれた『新潮』1923年6月号の合評会「創作合評」では、久保田万太郎が「『蠅』の中にわたしは泉鏡花の風格をみ出した」とし、中村武羅夫が「しかし、行き方が、まともでないやうな気がする」と述べて、「あれだけの中でなら、ああいふ野心的な内容を盛らない方がよかつたと思ふ。（中略）十二畳の部屋でなくては盛らないものを、無理に三畳の部屋に盛つたといふやうなところがある。何んだか正当でない」と評した。 
『蠅』の文体は、『日輪』同様に「映画劇としての面白さ」（菊池寛の『日輪』評）ともいうべき映像的な効果をねらった手法が看取され、〈眼の大きな一疋の蠅〉の〈眼〉がカメラ視点となり、その〈眼〉に映る光景が映画的に描かれていることが指摘されている。作品の10段階の断片的な区切りの流れも、映画のモンタージュ（組立て）の方法に似通っている。 
また主題的にも、『日輪』同様「性欲」が背後にあることもしばしば指摘され、横光利一と同時代の片岡良一によれば、『蠅』について横光が「人間たちのみじめな運命の背後に性欲がある」として、そこが書きたかったと語っていたとされ、〈猫背の馭者〉の〈誰も手をつけない蒸し立ての饅頭に初手をつける〉という「性欲」的な主題が、この一篇の根底にあると見られている。 
保昌正夫は、そうした片岡の解説を敷衍しながら、この時期に『日輪』で横光が「神代の男女の性の闘争を描かうとした」（菊池寛の『日輪』評）ことからも、横光がこの当時、「性欲」と「人間たちのみじめな運命」を念頭に置いていたと解説している。 
そして、人々の事故死という不条理性の点からは、横光がこれを偶然の、救いようのない不条理として描いているのか、あるいは必然的な宿命として構造的に描いているのか、という捉え方によって、作品解釈や研究方向が異なってくる傾向がある。岩上順一は『蠅』の主題について、「この作品では、生命は偶然によって亡びたり栄えたりするというかんがえかたと、 生命は人間と蠅とではちがった亡びかた栄えかたをするというかんがえ方とが二つのテーマとなっている」としている。 
濱川勝彦は、「不潔な蠅が生き残り、無邪気な子どもを含めて人々は、馭者の抑圧された性欲のために死んで行くという「構図」に、人間存在の不条理、己の命さえ自らの力で確保出来ない人間――それを横光は、はっきりと把握している」とし 、「彼（横光）が衝撃を受けたという関東大震災の前に、人間と人間の運命の不確かさを見据えている」と述べている。 
石田仁志は、「因果系列の連鎖」による流れを見ながら、「この小説は、乗客たちの性質や行動とは交差しない、迂遠な因果関係の連鎖、すなわち、乗客たちはそれぞれの用があって馬車に集まってくること、馭者は馭者で饅頭が蒸し上がるのを待っていること、胃の腑に落ちた饅頭が馭者の眠気をさそうこと、その居眠りが事故にむすびつくことという、人間個々の意思とは迂遠なモノの因果系列の連鎖によって事故が生じたように描かれる」としている。 
そうした因果関係に関しては、作品冒頭の構図と、冒頭と結末の照応を細かく見据えている以下の中村三春の論や、それに対する山本亮介の論の指摘がある。 
日置俊次は、そうした論考を紹介しつつ、「物語の初めから、その転落は必然的な宿命として定められており、乗客たちは意識しないうちに、一歩一歩、着実に死の方へと導かれていく」という見方で作品解読し、結末への必然性と、そう描かざるを得なかった作者・横光の動機の必然性を探っている。 
まず日置は、『蠅』に通底する「性欲」の主題に関連して、『日輪』の中で登場人物の長羅が、他の男に卑弥呼を奪われそうになる時に〈突き立つ〉という語が多用され、その「死の匂いを充満させたファリックなイメージ、男のエロスの感覚が色濃い」表現の語が鍵となり、卑弥呼への近親相姦的な願望や長羅父子の対立の背景に母をめぐる心理的な問題が隠されていることなどを考察しながら、〈母〉に対する〈息子〉の屈折した感情などをも含めた、初期の横光文学に見られる一方通行的なエロスのもどかしさや〈不通線〉が『蠅』の猫背の馭者にも見られ、〈突き立つ〉という語がこの掌編にも3度出てくることを指摘している。
そして日置は、馭者が日課として執着していた蒸し立てのふわりと白い饅頭が、女の暖かい肌の象徴であり、「毎日処女としてよみがえる主婦の肌」だったのではないかと考察しながら、「その饅頭を毎日、最初に自分が手にとって食べるという慰めがなければ生きていけないほど」だった猫背の馭者にとってその饅頭は、「理想とする〈母なるもの〉の姿でもあった」とし、〈突き立つ〉という語の意味を以下のように解説しながら、 「（登場人物たちの）〈息子〉をめぐる情念の渦を消し去ってしまおう」という意図で横光が結末に彼らの死を置き、「（自身の中の）情念の集積を一瞬で崖下に蹴落とす」という執筆動機があったのではないかと考察している。

## おもな収録刊行本
- 『日輪』〈文藝春秋叢書 第2編〉（春陽堂、1924年5月18日） 
  - 収録作品：「日輪」「碑文」「敵」「蠅」
- 『御身』（金星堂、1924年5月20日） 
  - 収録作品：「日輪」「碑文」「赤い着物」「蠅」「月夜」「村の活動」「穴」「落とされた恩人」「芋と指輪」「マルクスの審判」「父」「敵」「御身」「淫月」「食はされたもの」「男と女と男」
- 『日輪・春は馬車に乗って 他八篇』（岩波文庫、1981年8月16日） 
  - 解説：川端康成。保昌正夫「作品に即して」
  - 収録作品：「火」「笑われた子」「蠅」「御身」「赤い着物」「ナポレオンと田虫」「春は馬車に乗って」「花園の思想」「機械」「日輪」